# Gerard Siwek
Gerard Siwek (ur. 31 grudnia 1938 w Joninach, zm. 28 kwietnia 2015 w Krakowie) – polski duchowny rzymskokatolicki, redemptorysta, doktor habilitowany homiletyki, duszpasterz, katecheta, wykładowca w Studium Homiletycznym Instytutu Liturgicznego Uniwersytetu Papieskiego im. Jana Pawła II w Krakowie (dawniej PAT) i w Wyższym Seminarium Duchownym Redemptorystów w Tuchowie, redaktor serii wydawniczej Redemptoris Missio, autor wielu publikacji książkowych i artykułów w kwartalniku Homo Dei i Współczesnej Ambonie.
Pierwszą profesję zakonną w Zgromadzeniu Redemptorystów złożył 15 sierpnia 1955, święcenia kapłańskie przyjął 1 lipca 1962. W 1982 uzyskał  stopień doktora teologii na podstawie rozprawy Założenia teologiczne misji parafialnych Ojców Redemptorystów w Polsce. Habilitował się w 2000 na PAT w Krakowie na podstawie rozprawy Misje ludowe w teorii i praktyce Kościoła. Jego dorobek twórczy wykorzystywany jest na zajęciach z homiletyki w wielu seminariach duchownych w Polsce.